# 专题协商会
专题协商会是中国人民政治协商会议全国委员会和地方委员会开展专题协商的主要形式之一。

## 简介
2005年7月11日至12日，全国政协召开第一次专题协商会，围绕制定国民经济和社会发展第十一个五年规划和2020年远景目标建言献策，中共中央政治局常委、全国政协主席贾庆林出席并发表讲话，贾庆林指出，这次专题协商会是第十届全国政协在新形势下开展政治协商活动的新形式，对探索、推进人民政协履行职能的制度化、规范化、程序化建设有重要意义。
自此，第十、十一届全国政协共举行11次专题协商会。专题协商会和专题议政性常委会议是第十、十一届全国政协独特重要的履职品牌。第十二届全国政协按照协商的专题内容，加大了专题议政性常委会议和专题协商会的力度。专题协商通常指“通过政协组织提供平台，以会议为主要形式，让政协界别或政协委员就经济社会发展中的某一重要问题，在深入调研基础上，与政府及相关部门负责人直接进行协商议政的形式。”自第十二届起，全国政协的专题协商分为两个层面：第一层面是专题议政性常委会议和专题协商会，第二层面是双周协商座谈会。
2015年5月14日，政协第十二届全国委员会第二十九次主席会议通过《政协全国委员会专题协商会工作办法》，使政协全国委员会专题协商会工作进一步制度化、规范化、程序化。根据该办法的规定，“专题协商会是政协全国委员会组织政协常委、委员围绕国家的大政方针，就经济、政治、文化、社会、生态文明和党的建设中的某项专门问题进行协商讨论、议政建言的会议形式，是开展政协专题协商的主要载体，是发挥政协作为协商民主重要渠道和专门协商机构作用、协助党和政府科学民主决策的重要平台。”“专题协商会由政协全国委员会主席或主席委托的副主席主持。”“一般每年召开2次，会期1天，分别安排在第二、三季度。”。
自政协全国委员会开展专题协商会之后，政协各地方委员会也纷纷将专题协商会作为政协协商工作的重要形式。